# Lawrence Thomas Persico
Lawrence Thomas Persico (Monessen, 21 novembre 1950) è un vescovo cattolico statunitense, dal 31 luglio 2012 vescovo di Erie.

## Biografia
Lawrence Thomas Persico è nato a Monessen, in Pennsylvania, il 21 novembre 1950 da John B. e Helen Gush Persico. Aveva una sorella, Betty E. Angeline, oggi deceduta. Suo fratello, John E. Persico, vive a Monessen con sua moglie Nira. Ha anche diversi nipoti.

### Formazione e ministero sacerdotale
Ha frequentato la Saint Cajetan Elementary School di Monessen e la Saint Joseph Hall di Greensburg dove si è diplomato nel 1969.
Ha studiato al seminario "San Pio X" di Erlanger dal 1969 al 1973, dove ha conseguito il Bachelor of Arts in filosofia, e al seminario "San Vincenzo" di Latrobe dal 1973 al 1977, dove ha ottenuto il Master of Divinity.
L'8 giugno 1976 è stato ordinato diacono. Ha quindi prestato servizio nella parrocchia della Sacra Famiglia a Latrobe. Il 30 aprile 1977 è stato ordinato presbitero per la diocesi di Greensburg nella cattedrale del Santissimo Sacramento a Greensburg da monsignor William Graham Connare. In seguito è stato vicario parrocchiale della parrocchia dell'Immacolata Concezione a Irwin fino al 1980. Nel 1980 è stato inviato a Washington per studi. Nel 1982 ha conseguito la licenza in diritto canonico presso l'Università Cattolica d'America. Tornato in diocesi è stato assistente cancelliere vescovile, giudice sinodale del tribunale ecclesiastico diocesano e cappellano dell'Assumption Hall, una casa di riposo gestita dalle Suore della carità di Seton Hill a Greensburg, dal 20 gennaio 1983 al 2 ottobre 1984; vice cancelliere vescovile dal 2 ottobre 1984 al 18 settembre 1989; parroco della parrocchia di San Giacomo a New Alexandria dal 1984 al 2012; cappellano del monastero delle monache benedettine di Sant'Emma a Greensburg dall'11 febbraio 1988; cancelliere vescovile dal 18 settembre 1989 al 2012 e vicario generale dal 2005 al 2012.
È stato anche moderatore della curia e delegato del vescovo per la gestione dei chierici accusati di abuso sessuale. Dal 2006 al 2011 è stato vicepresidente della Conferenza cattolica della Pennsylvania.
Il 28 febbraio 2005 è stato nominato prelato d'onore di Sua Santità.

### Ministero episcopale
Il 31 luglio 2012 papa Benedetto XVI lo ha nominato vescovo di Erie. Ha ricevuto l'ordinazione episcopale il 1º ottobre successivo nella cattedrale di San Pietro a Erie dall'arcivescovo metropolita di Filadelfia Charles Joseph Chaput, coconsacranti il vescovo emerito di Erie Donald Walter Trautman e il vescovo di Greensburg Lawrence Eugene Brandt. Durante la stessa celebrazione ha preso possesso della diocesi.
Attualmente fa parte del Consiglio di fondazione del seminario e dell'Università di Saint Mary a Baltimora, del consiglio dei reggenti del seminario "San Vincenzo" a Latrobe e del consiglio di amministrazione della Conferenza cattolica della Pennsylvania. È anche presidente del consiglio di fondazione della Gannon University di Erie.
In seno alla Conferenza dei vescovi cattolici degli Stati Uniti è membro del comitato amministrativo in rappresentanza della regione ecclesiastica III.
Il vescovo Persico è membro della Canon Law Society of America dal 1983, della Loggia di Stato della Pennsylvania e dell'Ordine dei Figli d'Italia in America. È anche membro di IV grado dei Cavalieri di Colombo.
Oltre all'inglese conosce il latino e l'italiano.

## Risposta ai casi di abuso sessuale
All'inizio del 2016 un grand jury guidato dal procuratore generale della Pennsylvania Josh Shapiro ha avviato un'indagine sugli abusi sessuali compiuti da parte di alcuni chierici cattolici in sei diocesi della Pennsylvania: Allentown, Erie, Greensburg, Harrisburg, Pittsburgh e Scranton. Il rapporto del grand jury è stato pubblicato il 14 agosto 2018.
Parlando del modo in cui Persico ha gestito il caso del reverendo David Poulson, un autore di abusi sessuali, Shapiro ha detto che "la diocesi conosceva almeno dal maggio 2010 le tendenze sessuali e predatorie di Poulson ma che non aveva fatto nulla per denunciarlo alle autorità fino a settembre del 2016, in risposta a una citazione della giuria". Persico è diventato vescovo di Erie nel 2012, il che indica il fatto che gli ci sono voluti quattro anni per ritenere credibili le accuse contro Poulson. Persico afferma però che "il nome di Poulson non è stato sollevato" durante questo arco di quattro anni. Jim VanSickle, uno degli accusatori di Poulson, ha dichiarato in un'intervista: "Credo che il vescovo [Donald] Trautman e il vescovo [Lawrence] Persico [della diocesi di Erie] lo sapessero". "Padre Poulson si è fatto avanti nel 2010 e ha detto che si eccita se ha attorno dei ragazzi adolescenti e che ha avuto un problema", ha detto VanSickle nella stessa intervista. Questo dettaglio è stato infatti registrato negli archivi del vescovo sin dal 2010. Sebbene la risposta di Persico ai casi di abuso sia stata ampiamente elogiata dalla stampa locale, la negligenza dello stesso nella diocesi di Greensburg è ben catalogata nel rapporto ufficiale del grand jury. A pagina 510 del rapporto si legge: "Il 12 aprile 2002, padre Lawrence Persico ricevette una telefonata da un testimone ("testimone n. 1"), i cui contenuti furono forniti a Statnick. Il testimone n. 1 affermò che Sredzinski aveva abusato di un suo parente a Brownsville, Pennsylvania, nel 1985, e che Sredzinski dovrebbe essere esaminato ulteriormente. Non c'era nulla di diverso nel file relativo a questa telefonata, incluso se ci fosse un seguito da parte della diocesi".
La pagina 509 del rapporto del grand jury recita: "Secondo le note del fascicolo diocesano di Sredzinski, il 9 aprile 2007 la madre di una compagna di classe della vittima n. 1 ha fatto una telefonata a Persico e lo ha informato che sua figlia le aveva detto che quando lei era in seconda o terza media, Sredzinski abusava della vittima n. 1. Era consapevole che i genitori della vittima n. 1 cercavano di denunciare l'incidente a Statnick quando la vittima n. 1 era in seconda o terza media, ma che non è mai stato fatto nulla. Ha anche indicato che Sredzinski ha portato la vittima n. 1 e suo figlio durante la notte a Seven Springs quando erano giovani. La risposta di Persico era che poiché la vittima n. 1 aveva 28 anni al momento della chiamata della donna, era la vittima a dover denunciare qualsiasi abuso subito da parte di Sredzinski".
Nel 2017 Persico ha avviato una causa al di fuori del tribunale in merito alle denunce di una ex dipendente della diocesi, dopo che il reverendo Daniel Kresinski ha ripetutamente fatto avance indesiderate su di lei con gesti sessuali osceni. L'ex dipendente afferma di essere stata costretta a dimettersi nell'ottobre del 2013 perché la diocesi non era riuscita a "rimediare" a quello che sosteneva essere un ambiente di lavoro sessualmente ostile, secondo l'accusa. Persico inizialmente le disse che "non voleva che lei contattasse la stampa con il suo reclamo e le chiese di firmare un accordo di non divulgazione", che inizialmente rifiutò di firmare. Prima che la vittima accettasse finalmente un accordo monetario privato, l'avvocato di Persico chiese senza successo alla Corte di archiviare il caso sulla base del fatto che "avrebbe richiesto alla Corte di impegnarsi in una valutazione inammissibile della governance interna della Chiesa in violazione del primo emendamento".
Persico è tuttavia uno dei pochi prelati ad essere stato elogiato nel rapporto del grand jury per la sua collaborazione con le indagini. Shapiro ha dichiarato: "La risposta del vescovo Persico a questa crisi mi dà speranza. È stato l'unico [vescovo] a testimoniare al grand jury. Voleva fare la cosa giusta. La ha fatta".
Nell'aprile del 2018, solo tre mesi prima della pubblicazione delle conclusioni del rapporto del grand jury, la diocesi di Erie ha pubblicato un elenco di 34 sacerdoti e 17 laici che erano stati "accusati credibilmente" di aver abusato sessualmente di minori. A luglio, l'elenco era cresciuto fino a includere 64 nomi.
Persico deve ancora condannare pubblicamente la lunga storia di insabbiamenti orchestrati dal suo predecessore, il vescovo Donald Walter Trautman. Ha però riconosciuto che c'erano stati insabbiamenti nella Chiesa, tuttavia non ha ancora chiarito le pagine 509-510 del rapporto del grand jury che rendono evidente che non ha denunciato un caso di abuso alle autorità civili mentre operava nella diocesi di Greensburg. Inoltre, Persico non ha spiegato perché gli ci sono voluti quattro anni per rivedere il file delle accuse di abuso che coinvolgono il reverendo David Poulson all'interno della diocesi di Erie. Dopo la pubblicazione, Persico dichiarò di ritenere che il rapporto avrebbe dovuto includere anche i nomi dei laici accusati che lavoravano per la diocesi di Erie.
James Faluszczak afferma di aver tentato di denunciare alla diocesi di Erie due volte un caso di abuso che riguardava il reverendo Daniel J. Martin, "prima al vescovo Donald Trautman nel 2010, e poi al suo successore, il vescovo Lawrence Persico". Faluszczak affermò di aver "avuto diverse conversazioni con Persico da ottobre 2013 a febbraio 2016, in cui aveva presentato accuse per conto di altre vittime". Faluszczak affermò che Persico "ignorò totalmente" le sue affermazioni. "Certamente mi trattò come se niente fosse. Non mi prese sul serio", si lamentò Faluszczak. "Quando gli dissi che padre Martin mi aveva molestato quindici volte, non riusciva nemmeno a dire che gli dispiaceva che fosse successo a me".

## Genealogia episcopale
La genealogia episcopale è:
- Cardinale Scipione Rebiba
- Cardinale Giulio Antonio Santori
- Cardinale Girolamo Bernerio
- Arcivescovo Galeazzo Sanvitale
- Cardinale Ludovico Ludovisi
- Cardinale Luigi Caetani
- Cardinale Ulderico Carpegna
- Cardinale Paluzzo Paluzzi Altieri degli Albertoni
- Papa Benedetto XIII
- Papa Benedetto XIV
- Papa Clemente XIII
- Cardinale Marcantonio Colonna
- Cardinale Giacinto Sigismondo Gerdil
- Cardinale Giulio Maria della Somaglia
- Cardinale Carlo Odescalchi
- Cardinale Costantino Patrizi Naro
- Cardinale Lucido Maria Parocchi
- Papa Pio X
- Cardinale Gaetano De Lai
- Cardinale Raffaele Carlo Rossi
- Cardinale Amleto Giovanni Cicognani
- Cardinale Pio Laghi
- Arcivescovo Charles Joseph Chaput, O.F.M.Cap.
- Vescovo Lawrence Thomas Persico

## Araldica
| Stemma | Titolare                                | Descrizione |
|        | Lawrence Thomas Persico Vescovo di Erie | Partito saldato: al primo d'argento, alla croce gigliata di verde, al capo ondato d'azzurro, alla chiave d'oro posta in fascia, l'ingegno a destra; al secondo d'oro, alla fascia merlata di verde, accompagnata in capo da un pesco sradicato di verde e in punta da una graticola di nero. Ornamenti esteriori da vescovo. Motto: Veritas in caritate ("Verità nella carità)". |